# Tamara Kotevska
Tamara Kotevska (en macedonio: Тамара Котевска ; 9 de agosto de 1993) es una cineasta macedonia más conocida por su documental de 2019 Honeyland. 
Junto con Ljubomir Stefanov , Kotevska pasó tres años en Macedonia del Norte filmando el documental sobre una apicultora salvaje, Hatidze. La película originalmente iba a ser un documental corto sobre la región del río Bregalnica cuando se encontraron con la apicultora. Kotevska y Stefanov trabajaron juntos anteriormente en otro documental, Lake of Apples (2017).
Honeyland fue ganadora de tres premios en el Festival de Sundance y recibió dos nominaciones en los Premios Oscar: al Mejor Documental y a la Mejor Película Internacional. Es la segunda película de dicho país en ser nominada en los premios.